# Strada statale 314 Licinese
La ex strada statale 314 Licinese (SS 314), ora strada regionale 314 Licinese (SR 314), è una strada regionale italiana che attraversa il parco regionale naturale dei Monti Lucretili.

## Percorso
La strada ha inizio dalla strada statale 4 Via Salaria nei pressi di Ponte Buida, in coincidenza del confine di tre comuni sabini, cioè Frasso Sabino, Casaprota e Poggio San Lorenzo.
Il tracciato punta verso sud-est e raggiunge Poggio Moiano prima di entrate nel parco regionale naturale dei Monti Lucretili. Proseguendo in direzione sud attraversa Orvinio prima di entrare in provincia di Roma e toccare i centri abitati di Percile, Licenza per innestarsi infine sulla strada statale 5 Via Tiburtina Valeria nei pressi di San Cosimato.
Al km 6+900 è percorsa mediamente da 3563 veicoli al giorno, di cui il 5% di mezzi pesanti.
In seguito al decreto legislativo n. 112 del 1998, dal 1º febbraio 2002 la gestione è passata dall'ANAS alla Regione Lazio, che ha ulteriormente devoluto le competenze alla Provincia di Rieti e alla Provincia di Roma per le tratte territorialmente competenti. Dal 5 marzo 2007 la società Astral ha acquisito la titolarità di concessionario di tale arteria.